# Auriac (Avairon)
Auriac-Lagast (en occità Auriac) és un municipi francès situat al departament de l'Avairon i a la regió d'Occitània.

## Demografia
| 1962                                       | 1968 | 1975 | 1982 | 1990 | 1999 | 2006 |
| ------------------------------------------ | ---- | ---- | ---- | ---- | ---- | ---- |
| 524                                        | 524  | 425  | 385  | 315  | 280  | 265  |
| Des de 1962: població sense dobles comptes |      |      |      |      |      |      |

## Administració
| Període   | Identitat      | Partit        |
| --------- | -------------- | ------------- |
| 2001-2008 | Jean Garrigues | Divers droite |
| 2008-     | Yves Latieule  | UMP           |